# Осада Эперьеша
Осада Эперьеша (венг. Eperjes) — осада в 1685 году войсками Священной Римской империи Эперьеша (современный Прешов), столицы протурецкого правителя Верхней Венгрии Имре Тёкёли.
После неудачи при осаде Буды и Эпьереша в 1684 году главная имперская армия отступила из Венгрии, но в следующем году начала новую кампанию против османских войск и поддерживавшего их Имре Тёкёли. 14-тысячный корпус генерала Шульца снова двинулся в Верхнюю Венгрию и, начиная с 17 июля, окружил Эперьеш заранее посланным отрядом. Только после прибытия тяжелых огневых средств, 21 июля, он начал настоящую осаду.
Имре Тёкёли оставил защищать крепость Фельдмайера и Иштвана Сенци с отрядом в 1700 человек. Комендант крепости сделал все возможное, чтобы усилить сопротивление. Помимо немецких наемников и венгерских солдат, в защиту включились дворяне, горожане, крепостные, подмастерья и студенты, взявшие в руки оружие. Их участие объяснялось тем, что большинство горожан были лютеранами, и приход войск католического императора не сулил им ничего хорошего.
Шульц приказал начать осадные работы и рыть траншеи в двух направлениях. Имперский генерал неоднократно призывал коменданта сдаться, но ответа так и не получил. Осаждённые до последней минуты верили, что получат помощь от Тёкёли, но то лишь беспокоил осаждающих набегами, скоординированными с вылазками защитников. Осадные работы и обстрел крепости из недостаточно эффективных пушек продвигались очень медленно и с плохими результатами. Тем не менее после полуночи 26 августа Шульц предпринял атаку в брешь у нижних ворот, но после трёх часов упорных боев, потеряв 6 офицеров и более 300 солдат, был вынужден отступить.
1 сентября полковник Ветерани привез из Сендрё две 28-фунтовые пушки и значительное количество пороха, благодаря чему после этого осада могла продолжаться более эффективно. 4 сентября в результате обстрела стена крепости была сильно повреждена, а в Мясной башне также была пробита большая брешь. Обещанная помощь от Тёкёли так и не пришла.
В этих обстоятельствах 10 сентября Фельдмайер начал переговоры о капитуляции, во время которых некоторые горожане открыли небольшие ворота и впустили в крепость части герцога Вюртембергского. И хотя вскоре также через верхние ворота хлынули имперские солдаты, Шульц всё же заключил договор с присланными делегатами. В соответствии с этим Фельдмайер должен был перейти на императорскую службу, а венгерский капитан Сенци со своими людьми мог уйти по своему усмотрению. Когда 13 сентября Шульц вошел в завоеванный город; в руки имперцев, среди прочего, попали 30 пушек и 2 мортир.